# Sorgtecken

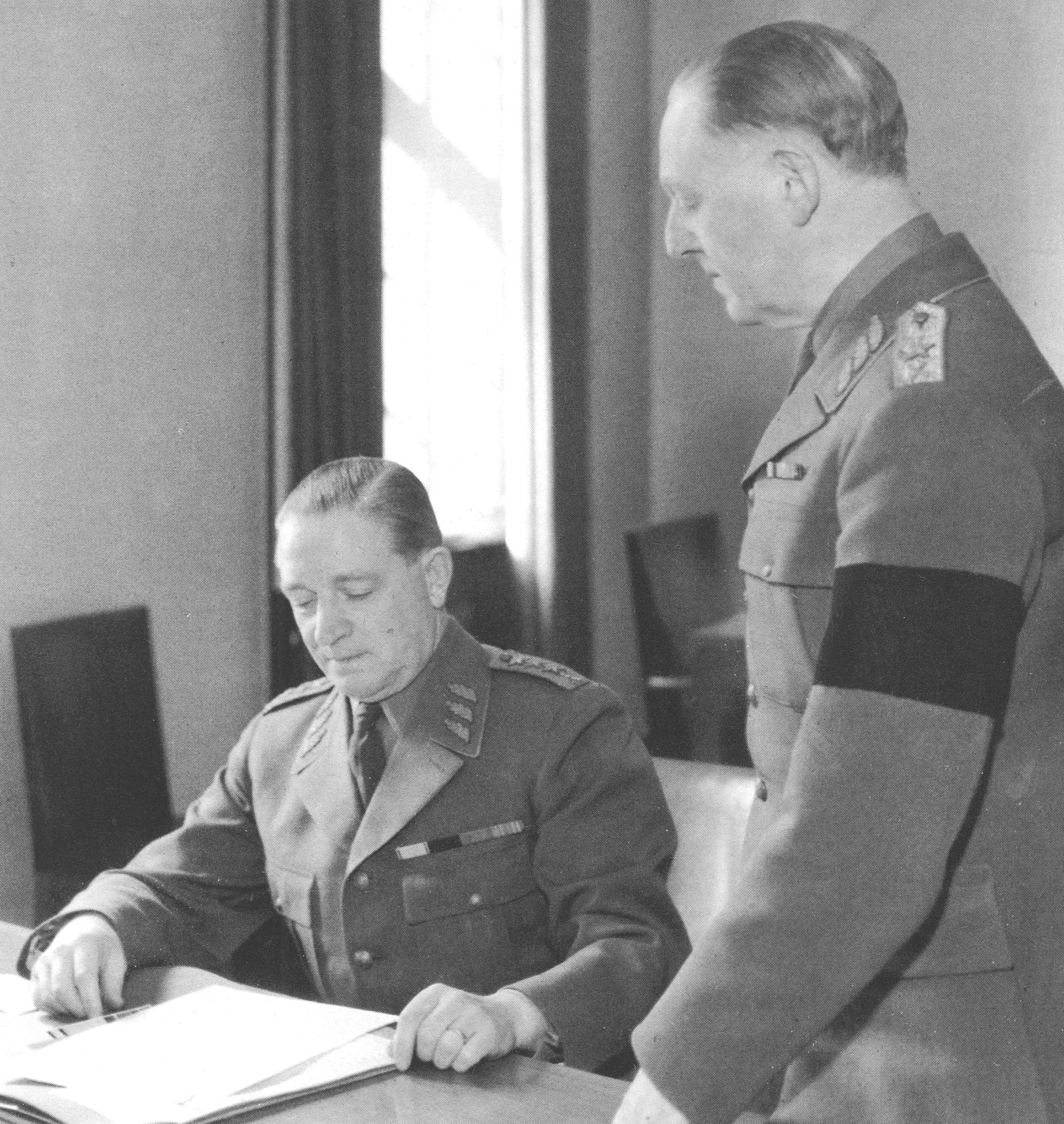
ÖB Helge Jung till vänster, generalmajor Carl August Ehrensvärd till höger. Ehrensvärd bär sorgtecken runt vänster arm, sannolikt till minne av sin hustru, grevinnan Gisela Bassewitz, som avled 1946.

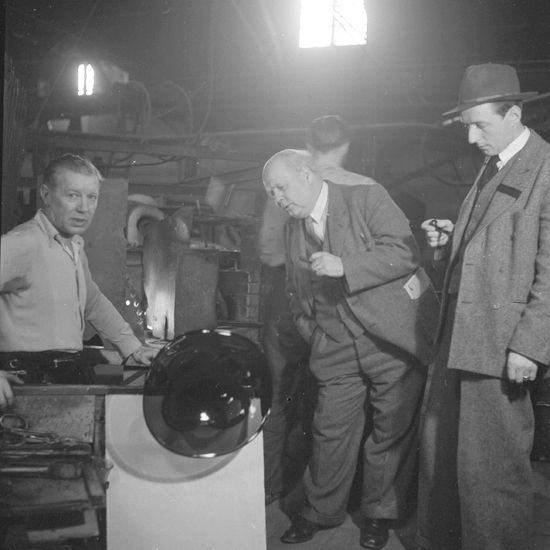
En man på Gullaskrufs glasbruk bär ett sorgband på sitt kavajslag, ca 1940-41

Sorgtecken är en symbol för sorg som kan användas när någon avlidit.

## Bruk
Ett exempel på sorgtecken är sorgband, ett svart band som bärs som en armbindel runt vänster arm eller på vänster kavajslag.
Numera är bruk av sorgtecken mindre vanligt, men det kan till exempel bäras till uniform, eller i idrottssammanhang när en lagmedlem avlidit. Inom Försvarsmakten skall sorgtecken bäras till uniform vid statschefens eller dennes gemåls frånfälle, i övrigt enligt chefs bestämmande eller frivilligt.

Sorgband, 1900-talets första hälft.